# Karen Dalton
Karen Dalton, rodným jménem Jean Karen Cariker, (19. července 1937 – 19. března 1993) byla americká zpěvačka, kytaristka a banjistka.
Narodila se v Texasu a vyrůstala v Oklahomě. Počátkem šedesátých let se usadila v newyorské Greenwich Village a brzy se stala součástí tamní písničkářské scény, hrála s Bobem Dylanem, Timem Hardinem, Fredem Neilem a dalšími. V roce 1969 vydala své první album It's So Hard to Tell Who's Going to Love You the Best, obsahující coververze písní například od Jelly Roll Mortona, Tima Hardina a Leadbellyho. Druhé album, které vyšlo v roce 1971 pod názvem In My Own Time, produkoval baskytarista Harvey Brooks a obsahuje písně od Dina Valentiho, tria Dozier-Holland-Holland nebo Paula Butterfielda. Později již žádné další album nevydala. Dlouhodobě měla problémy s alkoholem a drogami. Ke konci života žila v mobilním domě v městečku Hurley ve státě New York, kde ve svých 55 letech zemřela na onemocnění související s AIDS.
V roce 2007 vyšlo album Cotton Eyed Joe, obsahující koncertní záznamy z roku 1962, a v následujícím roce vyšlo album Green Rocky Road, obsahující domácí nahrávky. Dále vyšla archivní alba 1966 (2012) a Shuckin' Sugar (2022). Roku 2015 vyšlo tributní album Remembering Mountains: Unheard Songs by Karen Dalton, na které přispěly například Lucinda Williams, Marissa Nadler, Sharon Van Etten a Julia Holter. V roce 2020 byl uveden dokumentární film Karen Dalton: In My Own Time.